# میریام اسمیت (شناگر)
میریام اسمیت (به انگلیسی: Miriam Smith) (زادهٔ ۲۵ سپتامبر ۱۹۵۸) شناگر اهل ایالات متحده آمریکا است.